# Hernando de Soto
Hernando de Soto   (Jerez de los Caballeros, c. 1500 - Guachoya, 21 de maig de 1542 (Gregorià)) fou un conquistador espanyol. Quan era adolescent va participar en la conquesta d'Amèrica Central juntament amb el primer governador de Panamà, Pedrarias Dávila. Es va unir a Francisco Pizarro a primers de la dècada del 1530, durant la conquesta d'Amèrica del Sud.
El 1539 de Soto inicia una de les més importants de les primeres expedicions colonials espanyoles. Una gran negoci que el durà a travessar tot el sud-est dels actuals Estats Units a la recerca d'or i d'un pas cap al « Mar del Sud » qui obre el camí cap a la Xina, perseguint els mateixos objectius que Juan Ponce de León, el 1513, de Lucas Vázquez de Ayllón, el 1526 i de Pánfilo de Narváez el 1527.
De Soto va morir de febre el 1542, a la costa occidental del riu Mississipi en un llogaret indi anomenat Guachoya (prop a l'actual McArthur a Arkansas).

## Biografia
Hernando de Soto va néixer en el si d'una família d'hidalgos d'Extremadura, una regió pobre de la qual els joves intentaven fugir a la recerca de fortuna.
De Soto va salpar cap al Nou Món el 1514 amb el primer governador de Panamà, Pedrarias Dávila, el qual el nomenà capità perquè es mostrà valent, d'una lleialtat indestructible i intel·ligent durant la conquesta de Panamà. És un genet famós, lluitador, i tàctic, però des de la perspectiva actual, d'una brutalitat extrema.

## Primera expedició: Amèrica del Sud

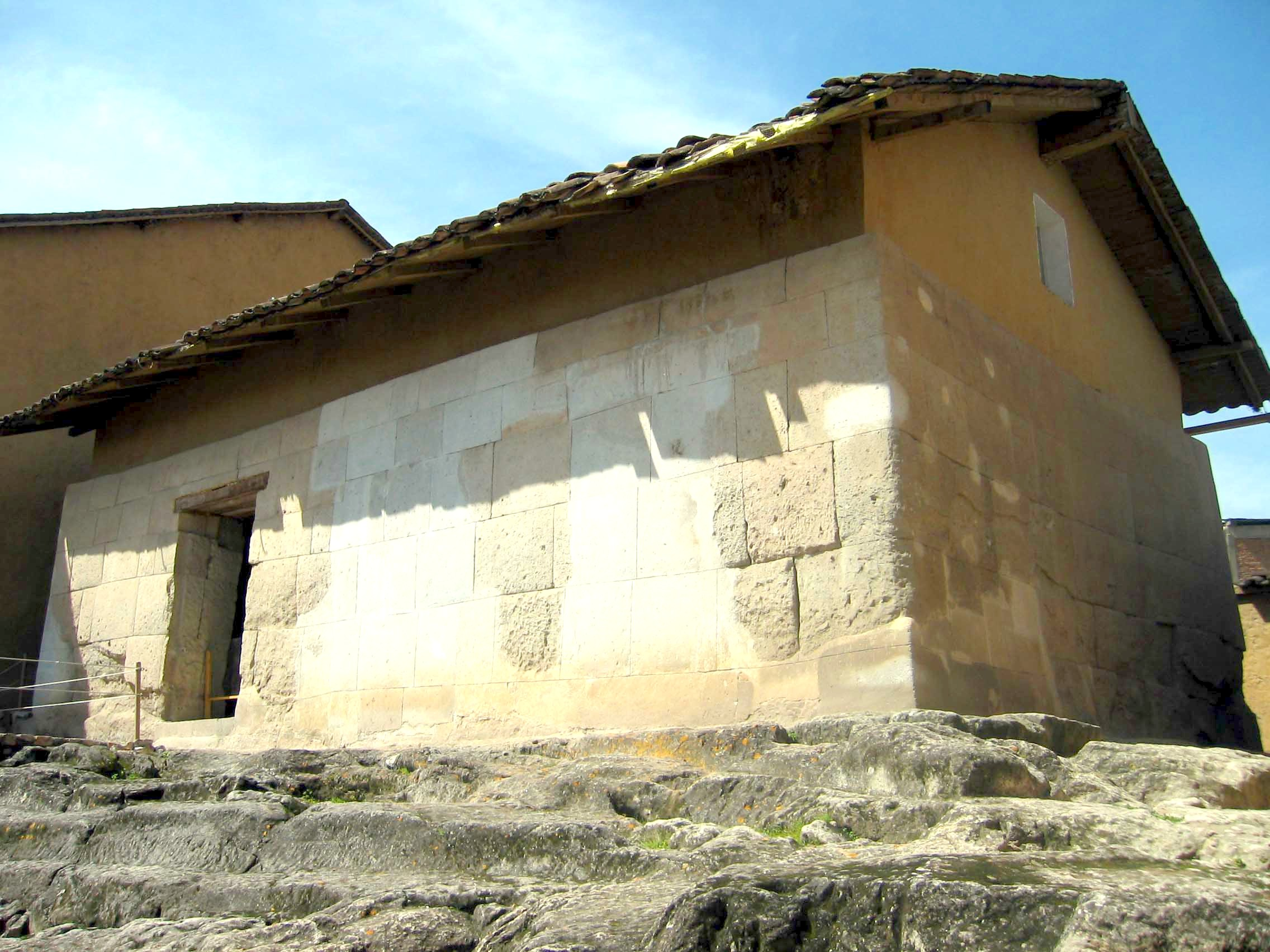
El Cuarto del Rescate a Cajamarca (ciutat del Perú)

El 1523 acompanyà a Francisco Hernández de Córdoba que, per ordres de Pedrarias, partí a la conquesta i exploració d'Amèrica central i més particularment del Panamà, Nicaragua i Hondures. De Soto esdevé regidor de León, Nicaragua, en 1530, i després va dirigir una expedició per la costa de la península de Yucatán a la recerca d'un pas que connectés l'Atlàntic i el Pacífic per permetre el comerç amb l'Orient. No tenint èxit, i sense mitjans suficients per continuar les seves exploracions, de Soto, a la mort del governador Dávila, es va unir a Francisco Pizarro en la conquesta de l'Imperi inca el 1532.
Pizarro va fer ràpidament de Soto un dels seus capitans. Quan Pizarro i els seus homes es van trobar per primera vegada l'exèrcit de l'inca Atahualpa a Cajamarca, Pizarro va enviar de Soto amb quinze homes per convidar Atahualpa a una reunió. Quan els homes de Pizarro van atacar Atahualpa i la seva guàrdia l'endemà, en el que es coneix com a batalla de Cajamarca, de Soto va dirigir un dels tres grups de soldats a cavall. Els espanyols van capturar Atahualpa. De Soto va ser enviat al campament de l'exèrcit inca, on ell i els seus homes van saquejar els habitatges.
Durant 1533, els espanyols van tenir captiu Atahualpa a Cajamarca durant diversos mesos, mentre els seus súbdits anaven pagant un rescat per ell, omplint El Cuarto del Rescate amb objectes d'or i plata. Durant aquest captiveri de Soto es va fer amic d'Atahualpa, ensenyant-li a jugar als escacs. Quan ja s'havia completat el rescat, els espanyols es van alarmar pels rumors que un exèrcit inca avançava cap a Cajamarca. Pizarro va enviar de Soto amb 200 soldats a explorar la veracitat d'aquell exèrcit.
Mentre de Soto era fora, els espanyols van decidir matar Atahualpa per evitar el seu rescat, tot i que de Soto va tornar per informar que no s'havien trobat signes de cap exèrcit a la zona. Després de l'execució, Pizarro i els seus homes es van dirigir a Cuzco, capital de l'Imperi Inca. A mesura l'exèrcit espanyola s'hi acostava, Pizarro va enviar al seu germà Hernando i de Soto al capdavant amb 40 homes. L'avantguarda hagué de fer front a una batalla campal amb tropes inques al davant de la ciutat, però aquesta havia acabat abans que Pizarro arribés amb la resta de tropes. L'exèrcit inca es va retirar durant la nit i els espanyols van saquejar Cuzco, on van trobar molt or i plata. Com a soldat a cavall, de Soto va rebre una part del botí que li va fer molt ric.
De camí cap a Cuzco Manco Inca Yupanqui, germà d'Atahualpa, es va unir a Pizarro. Manco s'havia amagat d'Atahualpa tement per la seva vida, i estava content d'aconseguir la protecció de Pizarro. Pizarro ho organitzà tot per situar Manco com a líder Inca i de Soto es va unir a Manco en una campanya per eliminar els exèrcits inques que havien estat lleials a Atahualpa. El 1534 de Soto exercia com a tinent governador de Cuzco, mentre Pizarro estava construint una nova capital (més tard coneguda com a Lima) a la costa. El 1535 el rei Carles va concedir a Diego de Almagro, exsoci de Francisco Pizarro, la governació de la porció sud de l'imperi inca. Pizarro i de Almagro van enfrontar-se per la governació. Quan de Almagro va fer plans per explorar i conquerir el sud de l'imperi inca (Xile), de Soto hi volgué participar, però de Almagro el va rebutjar. Llavors de Soto va decidir tornar a Espanya el 1536.

## Retorn a Espanya
De Soto va tornar a Espanya amb enormes riqueses i prestigi després d'haver participat en la Conquesta de l'Imperi inca, cosa que li valgué per ser admès en la prestigiosa Orde de Santiago. El 1537 es va casar amb Inés de Bobadilla, filla de Pedrarias Dávila i membre d'una influent i rica família noble castellana.
De Soto va sol·licitar a Carles V el càrrec de governador de Guatemala amb un "permís per descobrir el Mar del Sud", però se li va concedir la governació de Cuba i el títol d'adelantado de la Florida. De Soto esperava colonitzar el continent d'Amèrica del Nord en nom d'Espanya en quatre anys. Com a recompensa a la seva família se li donaria un marquesat amb una gran part del territori conquistat.
Fascinat per les històries de Cabeza de Vaca, un dels quatre supervivents de l'expedició de Pánfilo de Narváez a Amèrica del Nord, que acabava d'arribar a Espanya, de Soto seleccionà 620 joves voluntaris d'Espanya i Portugal, així com algun africà per governar Cuba i conquerir Amèrica del Nord. Amb una mitjana d'edat de 24 anys, els homes es van embarcar cap a l'Havana en set galions reials i dues caravel·les de De Soto. A bord duien tones de pesades armadures i equip, que incloïa més de 500 animals, entre ells 237 cavalls i 200 porcs, per a una expedició terrestre planificada per durar quatre anys.
El 6 d'abril de 1538 de Soto i la seva flota de nou vaixells abandonaren Sanlúcar de Barrameda, per arribar unes setmanes més tard a Santiago de Cuba, on s'uneix amb altres naus que havien promès Carles V mesos enrere.

## Segona exploració: la Florida

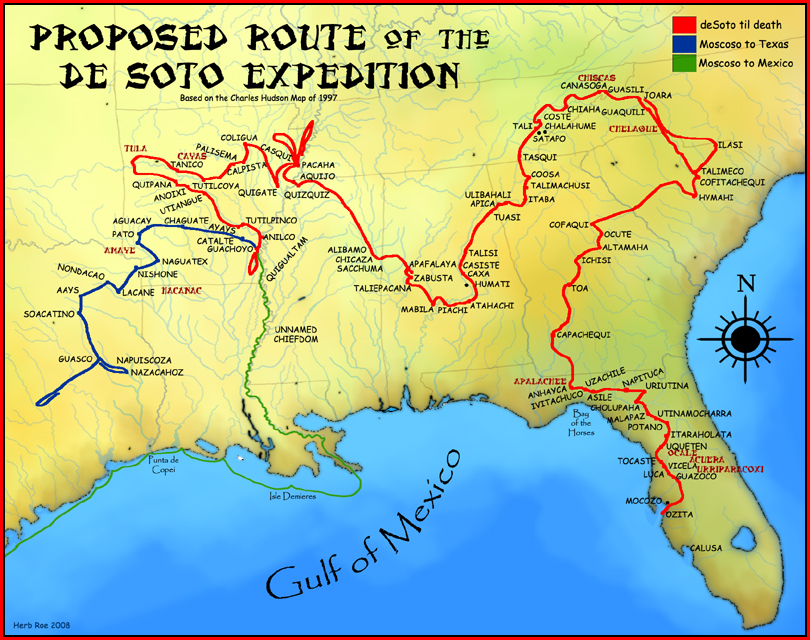
Una ruta proposada per a l'expedició de De Soto, sobre la base de Charles M. Hudson en un mapa de 1997.

### Controvèrsia sobre el camí seguit
La ruta exacta de l'expedició de De Soto ha estat objecte de debat i controvèrsia entre els historiadors. La més acceptada és l'obtinguda per la comissió creada pel Congrés dels Estats Units i presidida per l'antropòleg John R. Swanton, publicada el 1939 amb el nom The Final Report of the United States De Soto Expedition Commission ("Informe final de la comissió per a l'estudi de l'expedició de De Soto als Estats Units Soto"). Mentre la primera part de la ruta de l'expedició, fins a la batalla de Mabile, Alabama, és actualment objecte de discussions menors, la part següent és la més controvertida. El recorregut seguit per de Soto, tal com definí el Congrés, passà pels actuals estats de Mississipi, Arkansas i Texas. Altres creuen que va seguir una ruta més cap al nord, a través dels actuals estats de Tennessee, Kentucky i Indiana des de Mabile.
Els historiadors han considerat més recentment la reconstruccions arqueològica a partir de la història oral dels diversos pobles nadius americans que relaten l'expedició. La majoria dels llocs històrics han estat sobredimensionats. Un dels principals problemes a l'hora de determinar els indrets és el pas del temps, més de 450 anys, però amb tot, moltes de les històries orals seguien els fets de manera molt fidel. Des de 1986 dos jaciments han estat clarament associats a l'expedició de De Soto: el Governor Martin Site a l'antiga vida apalachee d'Anhaica, situat a dos quilòmetres a l'est de l'actual Capitoli de la Florida, a Tallahassee, descobert per l'arqueòleg B. Calvin Jones el març de 1987; i el White Ranch Site a Potano, situat a pocs quilòmetres al nord d'Ocala, descobert per l'arqueòleg F. Ashley White el juliol de 2005.
Molts arqueòlegs creuen que el Parkin Site al nord-est d'Arkansas era la ciutat principal de la província de Casqui, que de Soto havia documentat. Es basen en les similituds entre les descripcions dels diaris de l'expedició de De Soto i els artefactes d'origen europeu descoberts al jaciment durant la dècada de 1960.
Les darreres teories es basen en els diaris personals de tres supervivents de l'expedició encapçalada per de Soto: el secretari Rodrigo Ranjel, el representant del rei, Luys Hernández de Biedma, i un portuguès anomenat Cavaller d'Elvas. Entre els tres es descriu la ruta seguida per de Soto des de l'Havana, on van embarcar; al golf de Mèxic, que ells recorren; l'Atlàntic, al qual s'acosten durant el seu segon any de viatge; les altes muntanyes que haurien de superar posteriorment, i dotzenes de descripcions geogràfiques del seu viatge, incloent els grans rius i pantans. Atès que la geografia física del territori no ha canviat gaire des dels temps de Soto, els estudiosos han pogut analitzar els diaris personals emprant moderns mitjans topogràfics per traçar de manera precisa un mapa del seu viatge.

### 1539 i començaments de 1540, a la Florida

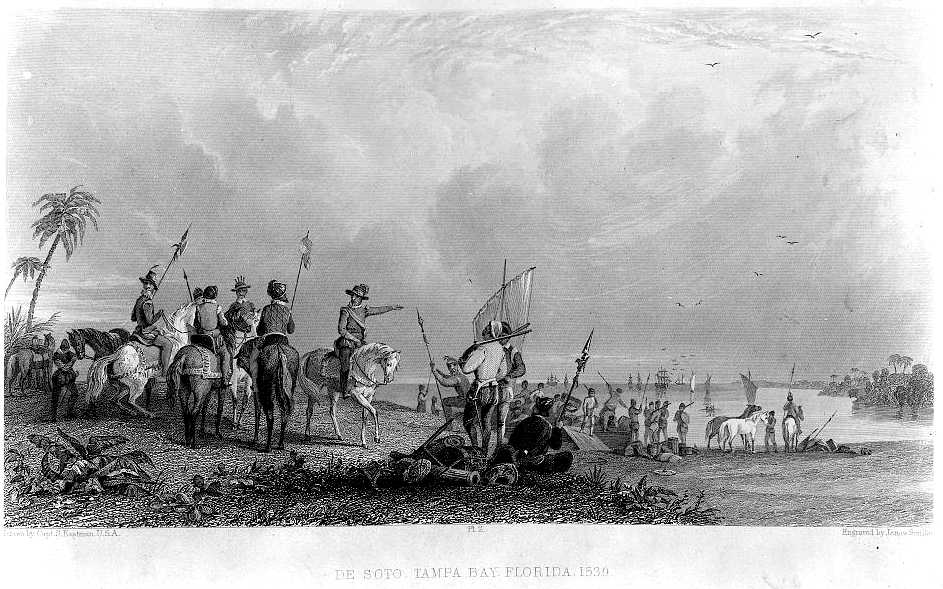
Hernando de Soto a la badia de Tampa el 1539.

El 18 de maig de 1539 l'expedició surt de l'Havana, per arribar una setmana després a la costa de la Florida. Finalment, el 30 de maig, amb nou vaixells, 570 homes i dones, i 213 cavalls, de Soto va arribar a un lloc que ell va nomenar Espiritu Santo, actualment Bradenton, a la badia de Tampa. Als vaixells hi havia sacerdots, artesans, enginyers, agricultors, comerciants, alguns d'ells amb les seves famílies, alguns procedents de Cuba, però la major part venia d'Europa i fins i tot alguns d'Àfrica.
Un jove espanyol anomenat Juan Ortiz, nascut a Sevilla, que havia arribat a la Florida a la recerca de la fallida expedició de Narváez i que havia desaparegut el 1528 després de ser capturat per una tribu Calusa, fou vist prop d'on l'expedició va fer terra. Ortiz, que a l'instant es va unir a l'expedició com a guia i intèrpret, havia salvat la vida quan suposadament la filla del cap Calusa, Hirrihigua, va pregar a son pare que no el cremés viu.
Ortiz va establir nou mètode per guiar l'expedició i comunicar-se amb les diferents tribus. Va reclutar guies de cadascuna de les tribus amb què es creuaren al llarg de la ruta, establint un cadena de comunicació mitjançant la qual els guies passaven la informació a guies de tribus veïnes, facilitant que s'entenguessin entre ells i que la informació arribés clara als espanyols. Com que Ortiz es va negar a vestir com un gentilhome els altres oficials no es refiaven dels seus consells, però Hernando de Soto sí que hi confiava i li donà permís per vestir i viure com els seus amics indígenes. Un altre guia era un noi de disset anys, Perico o Pedro, originari de l'actual Geòrgia i que parlava diversos idiomes de les tribus locals i podia comunicar-se amb Ortiz. Perico fou agafat com a guia el 1540 i era millor tractat que la resta dels esclaus pel seu gran valor.
L'expedició es va dirigir cap al nord, tot explorant la costa oest de la Florida i patint continus atacs indígenes durant tot el recorregut. El primer campament hivernal s'instal·là a final d'octubre de 1539 a Anhaica, la capital dels apalachee i un dels pocs indrets on els arqueòlegs han trobat empremtes físiques de l'expedició. En estar aquesta ciutat prop del mar, de Soto envià un destacament en aquella direcció. Aquests homes en tornar afirmaren haver trobat restes d'un campament i esquelets de cavalls, que suposadament es trobaven a la "Badia dels Cavalls", lloc on els membres famolencs de l'expedició de Narváez van matar i menjar-se els seus cavalls, mentre construïen els vaixells per escapar cap a Cuba.

### 1540, a Geòrgia, les Carolines, Tennessee, Alabama i Mississipi
Des del seu campament d'hivern, situat a la península occidental de Florida, van tenir coneixement de l'existència de mines d'or "en la direcció del sol naixent", a l'actual estat de Carolina del Sud. Així, el 3 de març de 1540 van marxar en aquella direcció tot creuant els actuals estats de Geòrgia i Carolina del Sud, fins a l'actual ciutat de Columbia. Recents troballes arqueològiques localitzades prop del riu Ocmulgee, al comtat de Telfair (Geòrgia), donen fe de la presència de l'expedició de De Soto en aquell indret. L'expedició va continuar cap a l'actual Carolina del Sud, sent rebuts per una dona que governa la comunitat (Cofitachequi), que va oferir perles, aliments, teles i altres béns als soldats espanyols, però sense que hi hagués cap presència d'or.

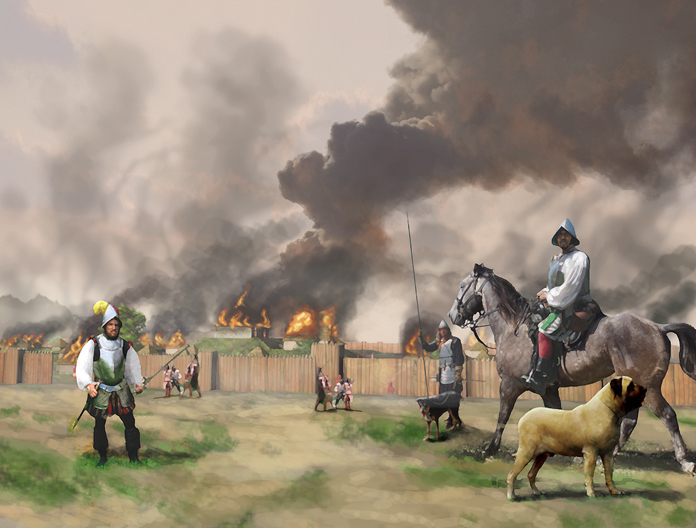
Hernando de Soto i els seus homes incendiant Mavilla, il·lustració per Herb Roe

El 3 de maig de Soto es va dirigir cap al nord, en direcció a les muntanyes Apalatxes de l'actual Carolina del Nord, on es va estar un mes, fins al 2 de juliol, mentre els cavalls pasturaven i els homes buscaven or. Tot seguit van entrar en territori de l'actual Tennessee i del nord de Geòrgia, on es van estar fins al 20 d'agost. A partir d'aquí de Soto es va dirigir cap al sud, cap al golf de Mèxic, per trobar dues naus que portaven subministraments des de l'Havana. Per fer-ho bé va seguir el riu Tennessee per entrar a Alabama pel nord (d'acord amb John R. Swanton), o bé es va dirigir cap al sud per entrar al nord de Geòrgia (segons Charles M. Hudson). La ruta que proposà Swanton el 1939 és la generalment acceptada per la majoria d'arqueòlegs i pel govern dels Estats Units com a bona, tot i que no ha estat confirmada per l'evidència arqueològica, i no hi ha un consens total.
El 18 d'octubre, al seu pas per l'actual estat d'Alabama, es troben davant d'una ciutat fortificada anomenada Mavilla o Mauvila. Un indi convers informà que la ciutat estava plena de guerrers i armes. Un dels capitans proposà establir un campament als afores de la ciutat, però de Soto volia allunyar-se'n. La tribu choctaw, sota el lideratge de Tuskaloosa, va preparar una emboscada a l'interior de les muralles de la ciutat. Altres fonts suggereixen que els homes de De Soto van ser atacats en tractar de forçar l'entrada en una cabana on hi havia el cap indi. Els espanyols van lluitar per fugir de la ciutat, abans de deixar-la reduïda a cendres. La batalla va durar nou hores, morint en ella 18 espanyols i 150 van quedar greument ferits, 20 dels quals van morir en setmanes posteriors. Entre els indis hi hagué uns 2.500 morts.
Des que havien arribat a la Florida, l'expedició havia perdut 102 homes, a més d'una gran part de les provisions. A més molts dels espanyols estaven ferits, malalts, envoltats d'enemics, curts d'equipament en un territori desconegut. Davant el temor que aquesta situació es conegués a Espanya si els seus homes arribaven a les naus que es trobaven a la badia de Mobile, el 18 de novembre, de Soto va decidir que tots es dirigissin cap al nord, probablement prop de l'actual Tupelo, Tennessee, per passar l'hivern.

### 1541, cap a l'oest a través de Mississipi, Arkansas, Oklahoma, Louisiana i Texas
La primavera de 1541 l'expedició reprèn el camí cap al nord, exigint dos-cents portadors als chickasaw, els quals després de negar-s'hi van atacar la nit del 8 de març el campament espanyol, provocant la mort d'onze homes i cinc cavalls i la pèrdua de la major part dels seus equips. Segons els cronistes que acompanyen de Soto, l'expedició hagués pogut ser destruïda, però els chickasaw, probablement impressionats per l'èxit, els van deixar anar. El 25 d'abril, després de curar els ferits i reparar alguns equips, marxaren cap a l'oest.

#### Descoberta del Mississipi

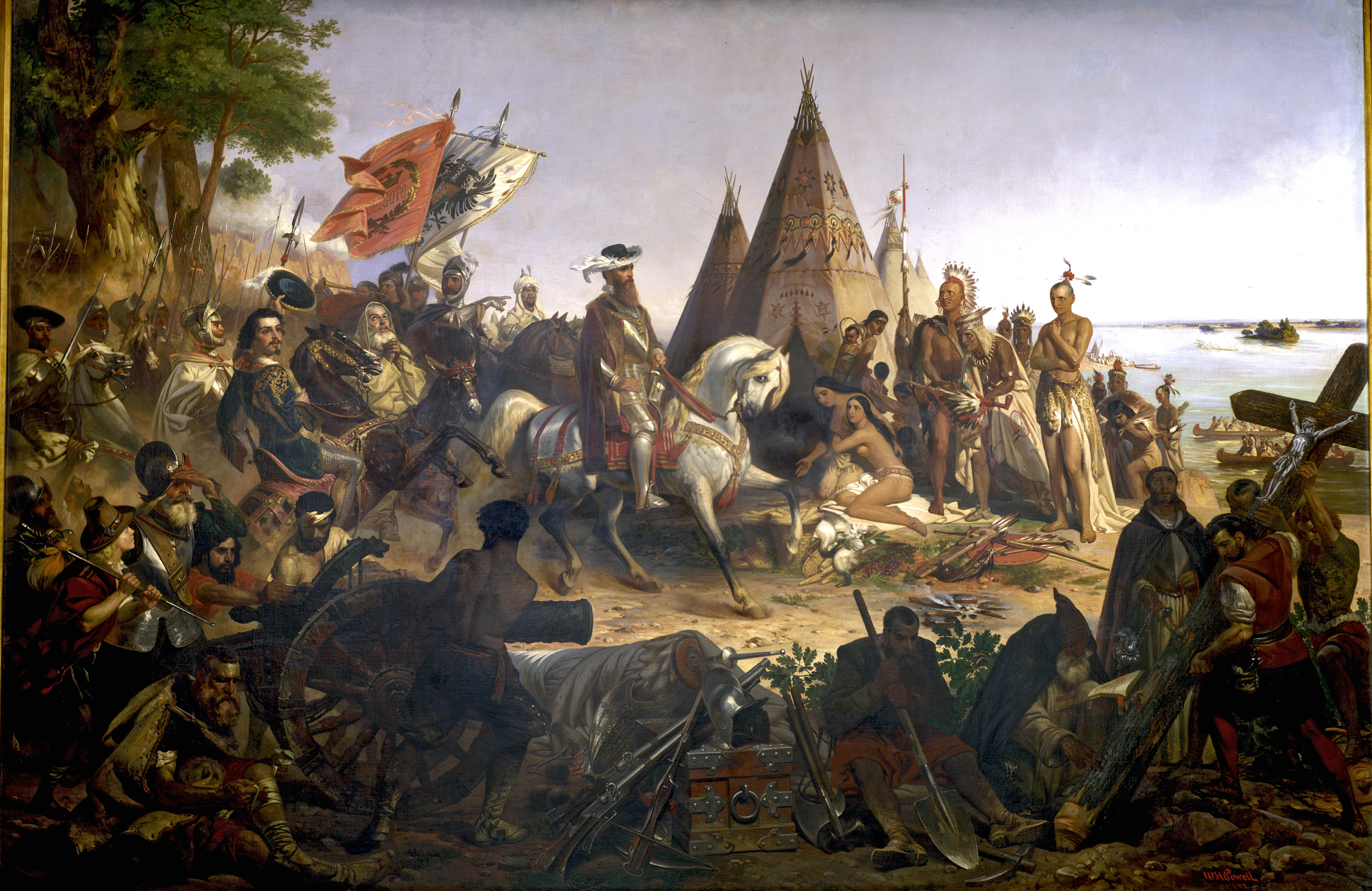
El descobriment del Mississippi de William H. Powell (1823–1879) és una romàntica representació de De Soto veient el riu Mississipi per primera vegada. Es troba penjat alIt hangs in the Capitoli dels Estats Units.

El 8 de maig de 1541 les tropes d'Hernando de Soto van arribar a un gran riu, el Mississipi. Aquest gran riu estava ple de peixos, molts dels quals són espècies desconegudes a Espanya i els espanyols l'anomenen Rio Grande o Rio de Espiritu Santo. Alonso Álvarez de Pineda havia estat el primer europeu a veure'l, el 1519, tot navegant-hi unes vint milles riu amunt.
De Soto estava poc interessat en aquest descobriment, que veu més com un obstacle per a la seva missió, ja que ha de fer-lo creuar als 400 homes que conformen l'expedició, amb les ribes plenes d'indis hostils. Després d'un mes dedicat a la fabricació de quatre barcasses, finalment van poder creuar el Mississipi, prop de l'actual Memphis, Tennessee, i continuar el viatge cap a l'oest, fins als actuals estats d'Arkansas, Oklahoma i Texas. Passaren l'hivern a Autiamque, a les ribes del riu Arkansas. L'expedició, des de la seva partida, havia perdut 250 homes i 150 cavalls.
Després d'un rigorós hivern, l'expedició va aixecar el campament el 6 de març de 1542. El seu fidel guia Juan Ortiz havia mort durant l'hivern, fent més difícil al grup trobar el camí bo, aconseguir menjar i comunicar-se amb els nadius i fent el recorregut una mica més erràtic. L'expedició es va dirigir cap al riu Caddo, on es va enfronta als tula. D'aquests indis els espanyols diuen són els guerres més astuts i perillosos als quals s'han enfrontat. L'enfrontament podria haver tingut lloc a l'àrea de l'actual Caddo Gap (Arkansas) (un monument s'erigeix actualment en un altre lloc). Amb el temps, els espanyols van tornar al Mississipi.

#### Mort d'Hernando de Soto

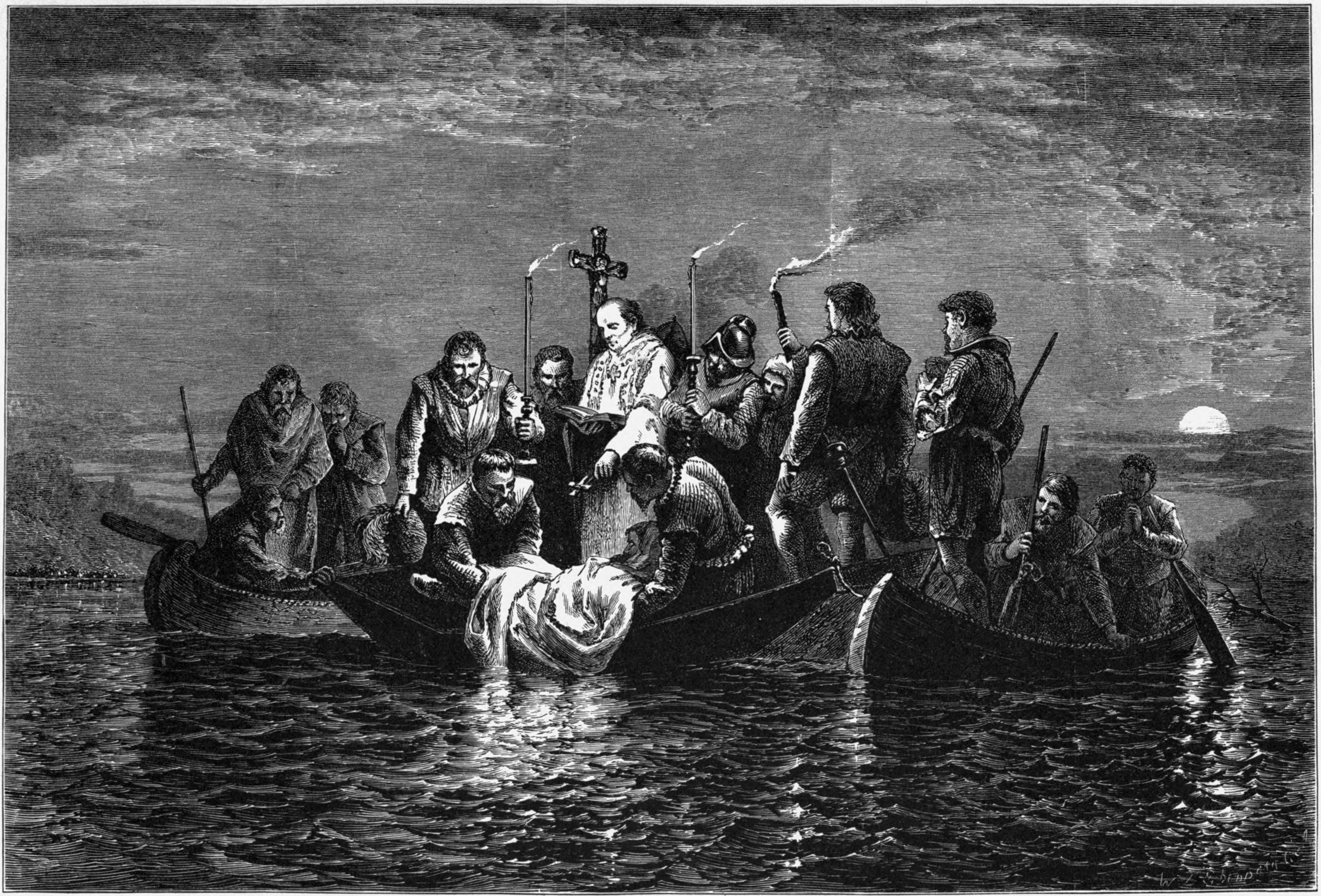
Enterrament de De Soto

El 17 d'abril l'expedició va arribar a la riba oest del Mississipi, al poble indi de Guachoya (proper a l'actual McArthur, Arkansas). De Soto va enviar destacaments d'exploració de la zona per aconseguir menjar, però aviat fou afectat per febres. El 20 de maig va reunir als seus capitans i per evitar la divisió després de la seva mort, que sentia propera, va fer jurar fidelitat al seu capità general, Luis de Mosoco de Alvarado. Va morir l'endemà, 21 de maig de 1542. Com De Soto havia estès el rumor entre els indis que els cristians eren immortals, per així obtenir la lleialtat sense lluitar, els seus homes van amagar la seva mort. El van embolicar amb llençols i el van submergir de nit al centre del Mississipi, tot i que els indis es van adonar de l'estratagema.

### Retorn de l'expedició a Ciutat de Mèxic

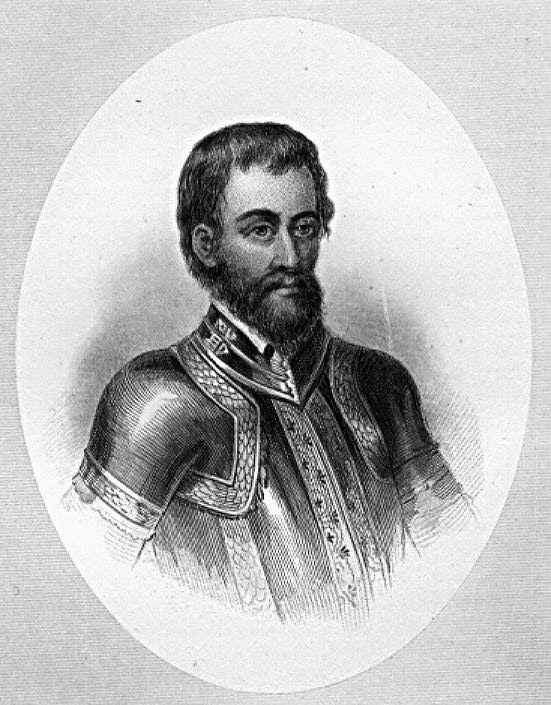
Retrat d'Hernando de Soto.

Durant tres anys, l'expedició va explorar la Florida sense trobar els tresors esperats o fins i tot un lloc acollidor per establir una colònia. Havien perdut gairebé la meitat dels homes, la major part dels cavalls, que atorgaven un gran avantatge militar als espanyols, els soldats empraven pells d'animals com a peces de vestir i molts d'ells estaven malalts o ferits. Davant aquesta situació es va decidir posar punt final a l'expedició i buscar un camí per tornar a casa, ja fos pel Mississipi, o per terra a través de Texas i Nova Espanya.
Van decidir que construir uns vaixells seria massa llarg i la navegació pel golf de Mèxic massa arriscada sense coneixements marítims ni instrumental naval, per la qual cosa es van dirigir per terra cap al sud-oest. Van arribar a una zona desèrtica de l'actual Texas. Allà els indígenes vivien com a caçadors-recol·lectors, cosa que els provocà un enorme problema, ja que no hi havia pobles per saquejar ni menjar suficient per a tots. Això els obligà a fer marxa enrere cap a regions agrícoles més desenvolupades al llarg del Mississipi, on van començar a construir vaixells.
Van fondre tot el ferro que tenien, incloent els grillons dels esclaus, per fer claus per construir els vaixells. Va passar l'hivern, però les inundacions de la primavera els va endarrerir dos mesos, fins que el juliol estaven preparats per baixar el Mississipi fins al mar navegant. El viatge els portà dues setmanes de navegació, trobant nombroses tribus hostils al seu pas, que els perseguien en canoes disparant fletxes durant dies. Els espanyols no tenien armes efectives per repel·lir els atacs i es basaven en les armadures per amortir l'envit. Una dotzena d'espanyols van morir en aquest viatge i molts més foren ferits.
En arribar a la desembocadura del Mississipi els vaixells van navegar prop de la costa cap al sud i l'oest. Després de cinquanta dies de navegació van arribar al riu Pánuco i a la ciutat fronterera de Pánuco. Allà van poder descansar durant un mes, durant el qual molts membres van poder reflexionar sobre allò que havien fet, arribant a la conclusió que havien deixat massa aviat La Florida, sense haver fundat una colònia, la qual cosa portà a baralles i fins i tot algunes morts. Amb tot, després de l'arribada a Ciutat de Mèxic, el virrei Antonio de Mendoza els oferí encapçalar una nova expedició a La Florida, però pocs seran els voluntaris.
Dels 700 participants en l'expedició només una mica més de 300 van sobreviure. La majoria d'ells es van quedar al Nou Món, establint-se a Mèxic, Perú, Cuba i altres colònies espanyoles.

## Conseqüències de l'expedició a Amèrica del Nord

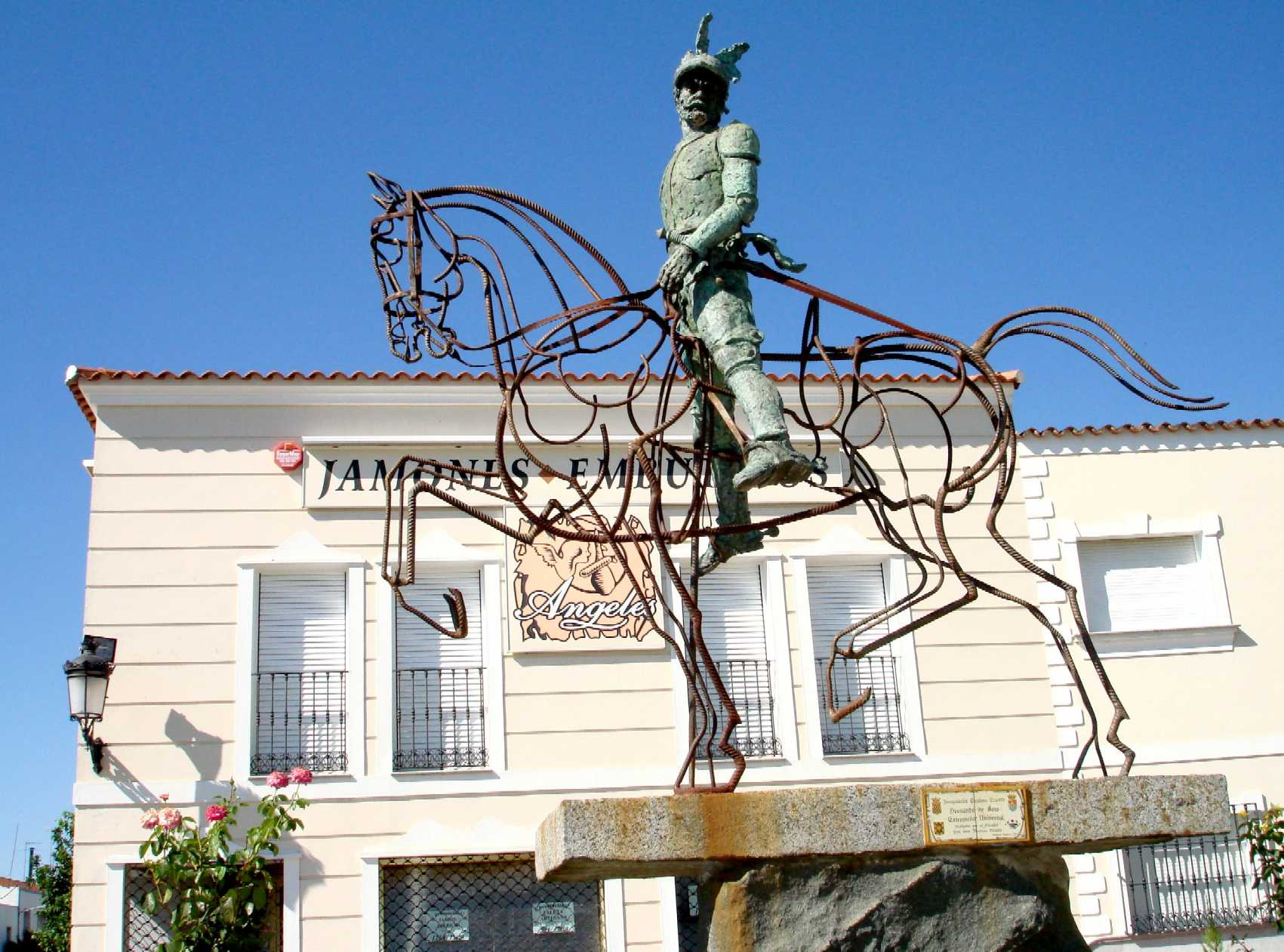
Monument a Barcarrota (Província de Badajoz).

Des del punt de vista dels espanyols l'expedició d'Hernando de Soto a la Florida va ser un fracàs. No van aconseguir or ni riqueses ni van fundar cap colònia. Amb tot, l'expedició va tenir diverses conseqüències importants a Amèrica del Nord:
Per una banda, l'expedició deixa el seu impacte allà per on passa. Alguns cavalls es van escapar o van ser robats contribuint a la ràpida expansió dels cavalls salvatges per l'oest d'Amèrica del Nord. Els porcs que es porten proliferen pel sud.
De Soto i els seus homes van ser fonamentals per contribuir en el desenvolupament d'una relació hostil entre moltes tribus americanes i els europeus. Quan l'expedició es va trobar amb indis hostils a les noves torres el més habitual era que els enfrontaments fossin iniciats pel bàndol espanyol.
Més devastador que les batalles són les malalties transmeses pels expedicionaris. En no estar immunitzats els indis van patir epidèmies de malalties com el xarampió, la verola i la varicel·la de les quals els europeus estaven immunitzats. Algunes regions per les quals les expedicions van travessar quedaren despoblades. Molts indígenes van fugir de les zones poblades afectades per les malalties i es van refugiar en turons o fins i tot en zones pantanoses, provocant que l'estructura social de la població canviï.
Per altra banda, les notes de l'expedició contribuïren de manera significativa en la millora dels coneixements geogràfics, en la diversitat biològica i ètnica de la zona pels europeus. En aquesta expedició es fan les primeres descripcions de molts dels pobles indígenes del sud-est d'Amèrica del Nord, sent l'única font de coneixement sobre les nacions precolombines, com els creeks, els seminoles, els cherokees i molts altres. Els homes de De Soto van ser els primers i gairebé els últims europeus en presenciar la cultura del Mississipi.
L'expedició també va portar la corona espanyola a reconsiderar la seva actitud respecte a les colònies del nord de Mèxic, reclamant grans àrees d'Amèrica del Nord per als espanyols. Els espanyols van concentrar les seves missions a l'estat de Florida i al llarg de la costa del Pacífic.